# Grande leçon de Yamoussoukro
La Grande Leçon de Yamoussoukro se réfère à une journée tenue en 1965, durant laquelle le Président Houphouet-Boigny fit visiter à ses invités ses grandes réalisations agricoles, les encourageant à les transposer dans leurs localités d'origine,,. 